# André Courrèges
André Courrèges (Pau, 9 marzo 1923 – Neuilly-sur-Seine, 7 gennaio 2016) è stato uno stilista francese.
Si laurea in ingegneria civile. Partecipa alla seconda guerra mondiale come pilota di aerei. Tornato dalla guerra, comincia a progettare ponti, e come hobby gioca a rugby e fa scalate in montagna.
Nel 1949 la passione per il design lo porta a farsi assumere come tagliatore dallo spagnolo Cristóbal Balenciaga, che ha l'atelier a Parigi. Nel 1963 apre un salone di alta moda, con la moglie Coqueline Barrière. Si fa apprezzare da personaggi celebri (per l'Italia, Gianni e Marella Agnelli), che apprezzano in lui la purezza delle linee e la semplicità dei tagli. "Un design tipicamente automobilistico" dirà qualche sarto. Coco Chanel affonda la lama, suggerendo che Courrèges toglie sensualità alle donne, per infagottarle in bianchi capi in lana che starebbero meglio indosso alle bambinette di 2 o 3 anni. In risposta Courrèges rispondeva che la sua moda ringiovaniva le signore, senza farle ricorrere al bisturi. Il suo stile incontra il favore del pubblico, e per un decennio sarà uno dei capifila dell'alta moda francese. Dagli anni settanta firma anche occhiali, ombrelli, gioielli, profumi, vestiario per l'infanzia e vestiti da sposa. 

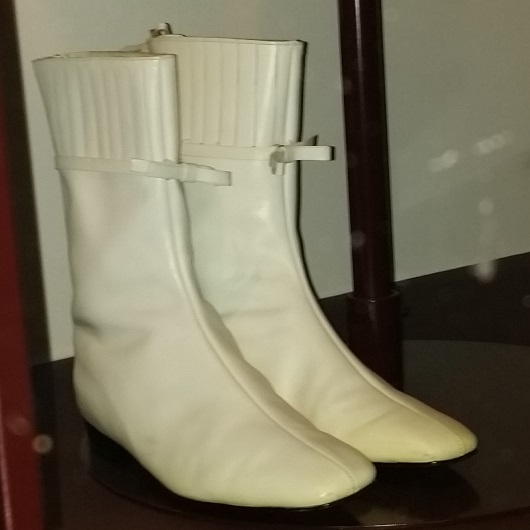

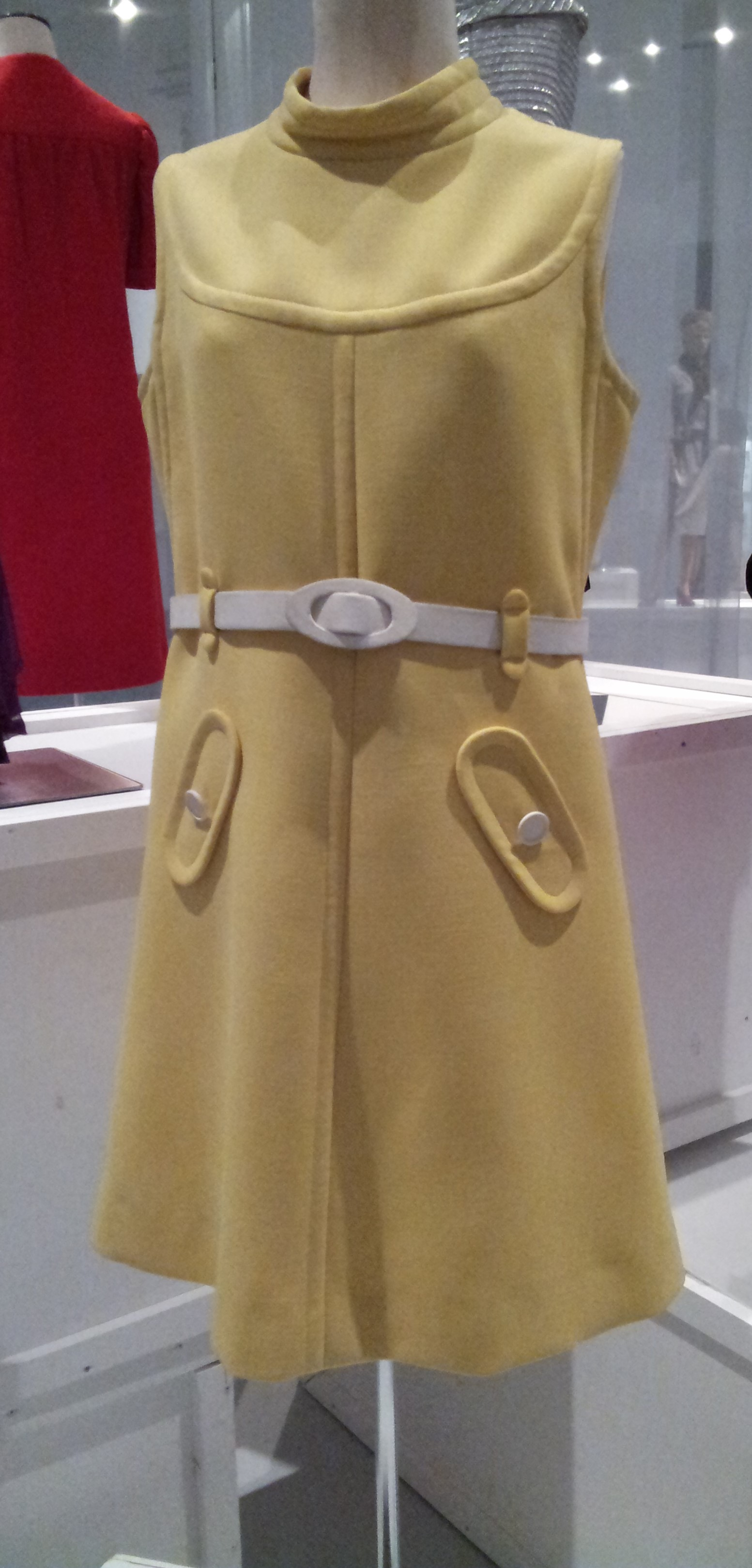

Nel 1984 si trasferisce a Tokyo, e lì permane per un decennio a portare avanti le proprie ricerche e progetti. Alla fine cede l'azienda al gruppo giapponese Itokin, e ritorna in Francia.

## Filmografia parziale
- La piscina (La piscine), regia di Jacques Deray (1969)